# Monolithic Memories

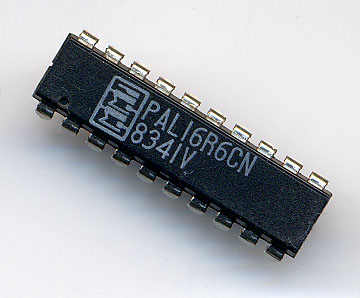
MMI PAL 16R6 im 20-pin-DIP-Gehäuse.

Monolithic Memories Inc. (MMI) war ein US-amerikanisches Unternehmen, das bipolare PROMs, Programmable Logic Devices und Standardbausteine (unter anderem die TTL-Serie 7400) herstellte. 
MMI wurde 1969 von dem ehemaligen Fairchild-Semiconductor-Ingenieur Ze'ev Drori gegründet. Das Team der MMI-Ingenieure unter Leitung von Ze'ev Drori, John Birkner und H.T. Chua erfand eine neue Kategorie von programmierbaren Schaltkreisen, die als Programmable Array Logic (PAL) bezeichnet wurden.
1987 wurde MMI von Advanced Micro Devices (AMD) übernommen und 1999 an Lattice verkauft (siehe Geschichte AMDs).